# Pave Teodor 1.
Teodor 1. (død 14. maj 649) var pave fra 24. november 642 til sin død i 649.
Selvom han blev betragtet som græsk, blev han født i Jerusalem. Han var blandt de mange syriske gejstlige, der flygtede til Rom under den muslimske erobring af Levanten.
Han blev udnævnt til kardinal diakon (muligvis omkring 640) og senere til kardinal af Pave Johannes 4.
Hans udnævnelse blev støttet af exarken og han blev udnævnt d. 24. november 642 og efterfulgte Johannes 4.